# Оливер Хелденс
Оливер Хелденс (англ. Oliver Heldens; род. 1 февраля 1995, Роттердам, Южная Голландия) — музыкальный продюсер из Нидерландов. В 2013 году его трек «Gecko», вышедший 30 декабря, вызвал интерес у  Tiësto, лейбл которого подписал с Оливером контракт и выпустил вокальную версию «Gecko» с Бекки Хилл — «Overdrive» 23 июня 2014 года, которая достигла 1 места в UK Singles Chart. Имеет своё радиошоу под названием Heldeep, которое в России выходит на радиостанции Record (с 02:00 до 03:00 по московскому времени каждую среду). В 2014 году дебютировал в мировом рейтинге диджеев «DJ MAG Top 100 DJs» заняв 34 место. Сейчас считается главным лицом на сцене Future House. Подписан на лейблы Spinnin' Records, Doorn Records. Имеет свою звукозаписывающую студию Heldeep Records. В 2016 году стал 8-м по версии DJ MAG TOP 100 2016. В 2017 году занял 13 место в списке лучших диджеев мира по версии DJ Magazine.

## Дискография

### Синглы
| 2013                                                         | «Stinger»                                          | —  | —  | —  | —  | —  | — | н/д |
| 2013                                                         | «Juggernaut»                                       | —  | —  | —  | —  | —  | — | н/д |
| 2013                                                         | «Striker»                                          | —  | —  | —  | —  | —  | — | н/д |
| 2013                                                         | «Triumph» (with Julian Calor)                      | —  | —  | —  | —  | —  | — | н/д |
| 2013                                                         | «Buzzer»                                           | —  | —  | —  | —  | —  | — | н/д |
| 2013                                                         | «Onyva» (featuring Alvar & Millas)                 | —  | —  | —  | —  | —  | — | н/д |
| 2013                                                         | «Javelin» (with Martin Mayne)                      | —  | —  | —  | —  | —  | — | н/д |
| 2013                                                         | «Panther» (with Robby East)                        | —  | —  | —  | —  | —  | — | н/д |
| 2013                                                         | «Gecko»                                            | 32 | 46 | 73 | —  | —  | — | н/д |
| 2014                                                         | «Gecko (Overdrive)» (with Becky Hill)              | 58 | —  | —  | 55 | 23 | 1 | н/д |
| 2014                                                         | «Koala»                                            | 42 | 46 | —  | —  | —  | — | н/д |
| 2014                                                         | «Koala (Last All Night)» (featuring KStewart)      | —  | —  | —  | —  | —  | — | н/д |
| 2014                                                         | «THIS» (featuring Sander van Doorn)                | —  | —  | —  | —  | —  | — | н/д |
| 2014                                                         | «Pikachu» (with Mr. Belt & Wezol)                  | —  | —  | —  | —  | —  | — | н/д |
| 2015                                                         | «Melody»                                           | —  | —  | —  | —  | —  | — | н/д |
| 2015                                                         | «Bunny Dance»                                      | —  | —  | —  | —  | —  | — | н/д |
| 2015                                                         | «Shades Of Grey» (with Shaun Frank & Delaney Jane) | —  | —  | —  | —  | —  | — | н/д |
| «—» denotes a single that did not chart or was not released. |                                                    |    |    |    |    |    |   |     |

### Ремиксы и бутлеги
| Год  | Название              | Автор                              |
| ---- | --------------------- | ---------------------------------- |
| 2013 | «Animals»             | Martin Garrix                      |
| 2013 | «Wake Me Up!»         | Avicii feat. Aloe Blacc            |
| 2014 | «Feel Good»           | Robin Thicke                       |
| 2014 | «Under Control»       | Calvin Harris & Alesso feat. Hurts |
| 2014 | «Latch»               | Disclosure feat. Sam Smith         |
| 2014 | «A Sky Full of Stars» | Coldplay                           |
| 2014 | «Can't Stop Playing»  | Dr. Kucho! & Gregor Salto          |
| 2014 | «A Lot Like Love»     | The Voyagers feat. Haris           |
| 2014 | «Light Years Away»    | Tiësto feat. DBX                   |
| 2014 | «Jack»                | Breach                             |
| 2023 | «Speak to Me»         | Depeche Mode                       |